# Abgeschlossene Hülle
In der Topologie und der Analysis ist die abgeschlossene Hülle (auch Abschließung oder Abschluss) einer Teilmenge {\displaystyle U} eines topologischen oder metrischen Raums die kleinste abgeschlossene Obermenge von {\displaystyle U}.

## Definition
Ist {\displaystyle X} ein topologischer Raum, so ist die abgeschlossene Hülle oder der Abschluss {\displaystyle {\overline {U}}} einer Teilmenge {\displaystyle U\subseteq X} der Durchschnitt aller abgeschlossenen Teilmengen von {\displaystyle X}, die {\displaystyle U} beinhalten. Die Menge {\displaystyle {\overline {U}}} ist selbst abgeschlossen, also ist sie die kleinste abgeschlossene Obermenge von {\displaystyle U}.
Ein Punkt {\displaystyle b\in X} heißt Berührpunkt oder Adhärenzpunkt von {\displaystyle U}, wenn in jeder Umgebung von {\displaystyle b} mindestens ein Element von {\displaystyle U} enthalten ist. {\displaystyle {\overline {U}}} besteht genau aus den Berührpunkten von {\displaystyle U}.

## Der Abschluss als Menge von Grenzwerten
Erfüllt {\displaystyle X} das erste Abzählbarkeitsaxiom (dies gilt beispielsweise dann, wenn {\displaystyle X} ein metrischer Raum ist), so ist {\displaystyle {\overline {U}}} die Menge aller Grenzwerte von konvergenten Folgen, deren Glieder in {\displaystyle U} liegen.
Ist {\displaystyle X} ein beliebiger topologischer Raum, so ist der Abschluss einer Teilmenge {\displaystyle U\subseteq X} die Menge der Grenzwerte konvergenter Netze, deren Glieder in {\displaystyle U} liegen.

## Abschluss von Kugeln in metrischen Räumen
Es sei {\displaystyle X} ein metrischer Raum mit Metrik {\displaystyle d}. Man beachte, dass im Allgemeinen die abgeschlossene Hülle {\displaystyle {\overline {B(x,r)}}} einer offenen Kugel
{\displaystyle B(x,r)=\{y\in X\mid d(x,y)<r\}}
mit Radius {\displaystyle r} und Mittelpunkt {\displaystyle x\in X} nicht dasselbe ist wie die abgeschlossene Kugel
{\displaystyle {\overline {B}}(x,r)=\{y\in X\mid d(x,y)\leq r\}.}
Da die abgeschlossene Kugel eine abgeschlossene Menge ist, die die offene Kugel enthält, enthält sie auch ihren Abschluss:
{\displaystyle {\overline {B(x,r)}}\subseteq {\overline {B}}(x,r)}
Um ein Beispiel zu geben, in dem diese Inklusion echt ist, sei {\displaystyle X} eine Menge (mit mindestens zwei Elementen), auf der die diskrete Metrik durch
{\displaystyle d(x,y)=\left\{{\begin{matrix}1&\mathrm {f{\ddot {u}}r} \ x\not =y\\0&\mathrm {f{\ddot {u}}r} \ x=y\end{matrix}}\right.}
definiert ist. Dann gilt für jedes {\displaystyle x\in X}:
{\displaystyle \{x\}=B(x,1)={\overline {B(x,1)}}\subsetneq {\overline {B}}(x,1)=X.}
Darüber hinaus gibt es auch metrische Räume, in denen für einen Punkt {\displaystyle x} und einen Radius {\displaystyle r} beide Inklusionen gleichzeitig echt sind:
{\displaystyle B(x,r)\subsetneq {\overline {B(x,r)}}\subsetneq {\overline {B}}(x,r).}
Ein Beispiel ist die Menge
{\displaystyle X=\{(a,0)|a\in \mathbb {R} ,-1\leq a\leq 1\}\cup \{(0,1)\}}
mit der vom euklidischen Raum {\displaystyle \mathbb {R} ^{2}} induzierten Metrik. Hier erfüllt {\displaystyle x=(0,0),r=1} die angegebene Inklusionsbedingung:
{\displaystyle B(0,1)=\{(a,0)\mid a\in \mathbb {R} ,-1<a<1\}\subsetneq }
{\displaystyle {\overline {B(0,1)}}=\{(a,0)\mid a\in \mathbb {R} ,-1\leq a\leq 1\}\subsetneq }
{\displaystyle {\overline {B}}(0,1)=\{(a,0)\mid a\in \mathbb {R} ,-1\leq a\leq 1\}\cup \{(0,1)\}=X}